# 77-ма стрілецька дивізія (СРСР)
77-ма стрілецька Сімферопольська Червонопрапорна ордена Суворова дивізія імені Серго Орджонікідзе (77 СД) — піхотне з'єднання Червоної армії чисельністю в дивізію, яке існувало у 1920—1957 роках.
Під час Холодної війни переформоване на мотострілецьку дивізію.

## Історія
Сформована 30 жовтня 1920 року у Баку як 1-ша зведена азербайджанська робітничо-селянська радянська стрілецька дивізія.
21 травня 1936 року перейменована на 77-му Азербайджанську гірськострілецьку червонопрапорну дивізію імені Серго Орджонікідзе.

### Друга світова війна
25 травня 1942 року переформована на 77-му стрілецьку дивізію.
77-ма стрілецька дивізія (2-го формування) сформована 19 жовтня 1942 року у м. Нахічевань (АзРСР). Дивізія під час німецько-радянської війни перебувала у складі Закавказького фронту, 58-ї армії, 28-ї армії (3-го формування), 51-ї армії.
Після закінчення німецько-радянської війни, влітку 1945 року, 77-ма стрілецька дивізія у складі 63-го стрілецького корпусу 51-ї армії прибула до пункту постійної дислокації м. Свердловськ (Єкатеринбург)  Уральського військового округу.
В 1946 році дивізія згорнута в 4-ту окрему стрілецьку бригаду. На початку 1950-х років знову розгорнута в дивізію.
Під час Холодної війни переформоване на мотострілецьку дивізію.